# Tacquet (cràter)
Tacquet és un petit cràter d'impacte en forma de bol que es troba prop de la vora sud de la Mare Serenitatis, a la part nord-est de la Lluna. La superfície propera al cràter està marcada per un material expulsat d'alt albedo. A l'oest es localitza un sistema d'esquerdes designat Rimae Menelaus. A sud-est apareix Al-Bakri a uns 65 km; uns 60 km a l'oest sud-oest es localitza Auwers; i gairebé 80 km a l'oest es troba Menelaus, el més gran dels tres.

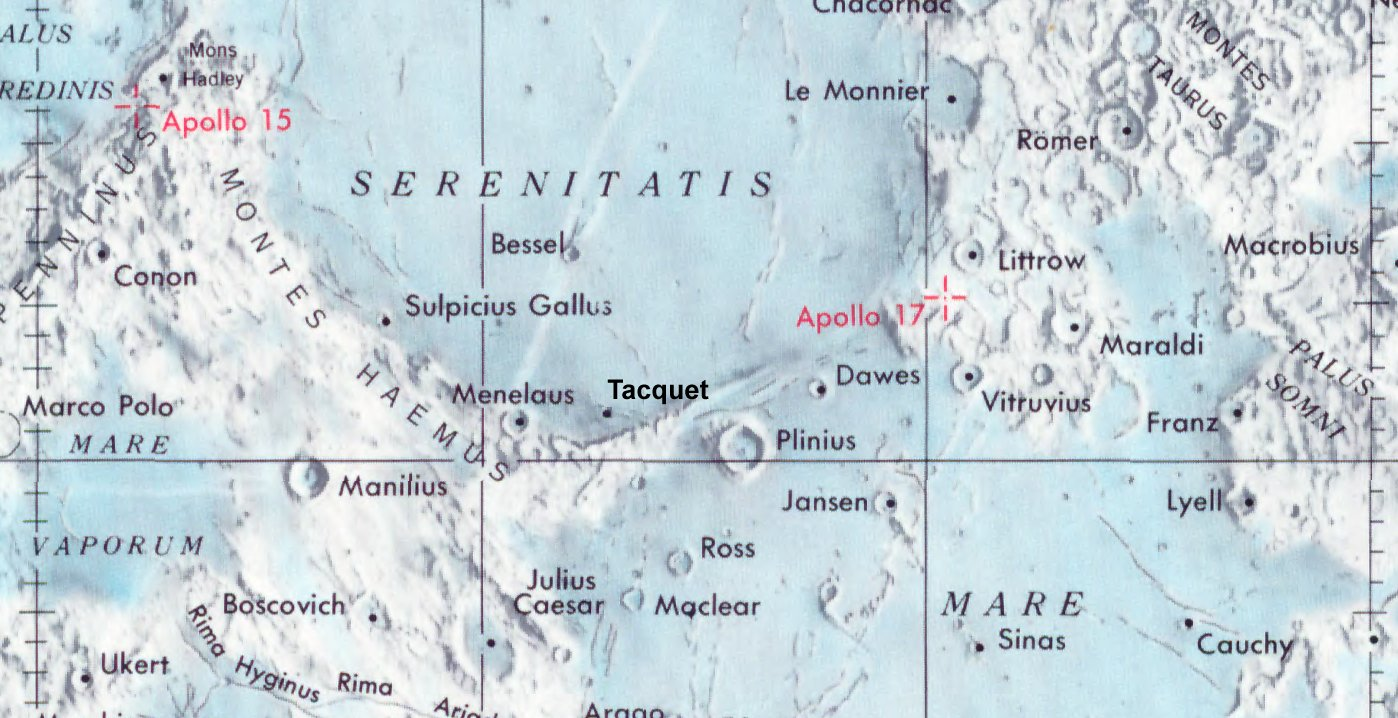
Localització de Tacquet (centre de la imatge)
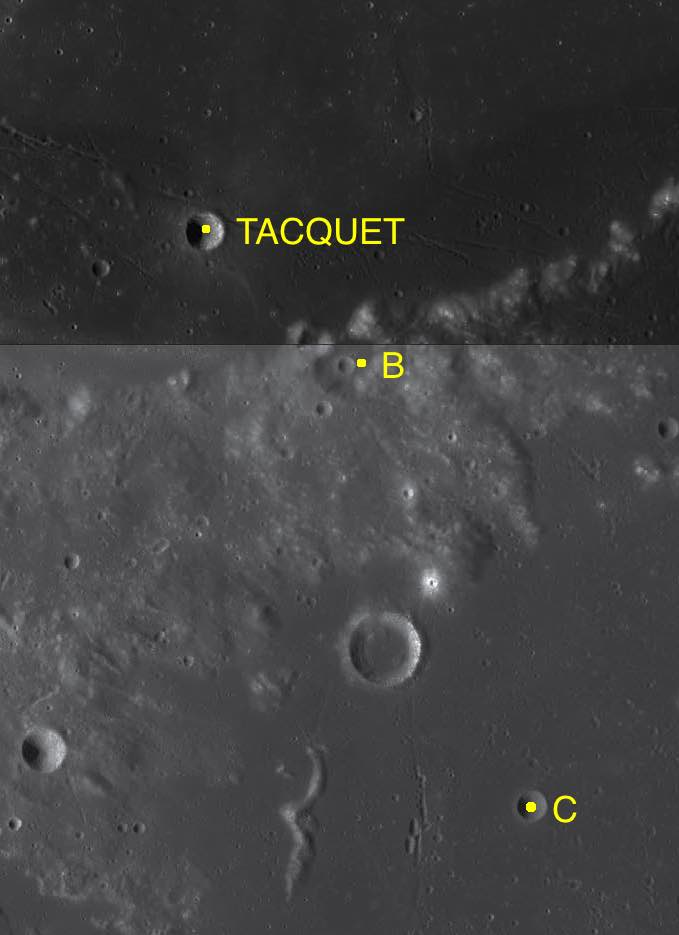
Cràters satèl·lit
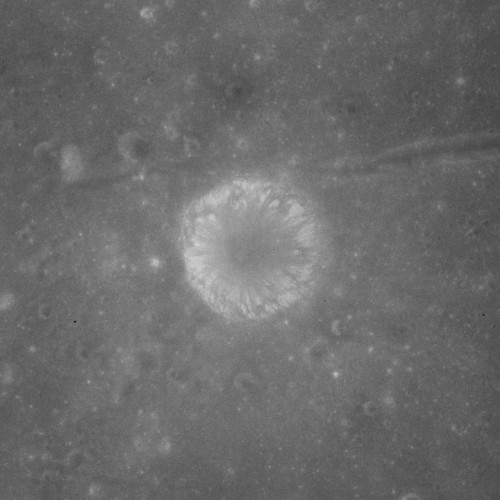
Fotografia de la missió Apollo 15

El seu diàmetre és de 7 km i té 1.300 metres de profunditat. La seva àrea és de 30 a 35 km² i el perímetre és d'uns 20 km.
Algunes fonts escriuen el nom d'aquest cràter com «Taquet». El nom va ser donat en honor del matemàtic belga André Tacquet (1612-1660).

## Cràters satèl·lit
Per convenció aquests elements són identificats en els mapes lunars posant la lletra en el costat del punt central del cràter que està més proper a Tacquet.
Tacquet B, de 14 km de diàmetre, està a sud-est, i al seu interior conté un cràter més petit que cobreix aproximadament una quarta part del diàmetre, formant un cràter doble. Més a sud-sud-est es troba Tacquet C, de 6 km de diàmetre.
| Tacquet | Coordenades                          | Diàmetre |
| ------- | ------------------------------------ | -------- |
| B       | 15° 48′ N, 20° 00′ E / 15.8°N,20.0°E | 14 km    |
| C       | 13° 30′ N, 21° 06′ E / 13.5°N,21.1°E | 6 km     |